# 托马斯·C·哈特
托马斯·查尔斯·哈特（Thomas Charles Hart，1877年6月12日—1971年7月4日），美国海军上将、参议院议员。

## 生平
哈特出生于密歇根州杰纳西县，1897年毕业于美国海军学院，美西战争期间在马萨诸塞号战列舰和维克森号快艇上服役。
第一次世界大战前，哈特在多个岗位和地区服役：在战列舰、鱼雷艇和潜艇上担任尉官；在海军学院担任教师；担任海军助理部长的助手；担任太平洋鱼雷舰队司令。1917年春，哈特担任芝加哥号防护巡洋舰和康涅狄格州新英格兰海军潜艇基地指挥，同时也担任大西洋舰队潜艇部队司令的参谋长。
1910年3月30日，哈特与美国海军学院前校长威拉德·H·布朗森的女儿卡罗琳·布朗森结婚。哈特的女儿哈丽雅特·哈特是美国总统伍德罗·威尔逊的孙子小弗朗西斯·B·塞尔的妻子。

## 第一次世界大战
第一次世界大战期间，哈特同时担任第2潜艇部队和第3潜艇部队的司令，其旗舰为布什内尔号测量船。两支潜艇部队一支以班特里湾为基地，负责保护不列颠群岛周边海域，而另一支则驻扎亚速群岛蓬塔德尔加达，负责保护给养线。1918年，在短暂任职于英国海军部后，哈特被任命为美国海军作战部长办公室潜艦指挥官直至1922年。

## 战间期
因担任潜艇指挥官的卓越表现，哈特獲贈海军杰出服役勋章。战间期，哈特先后在美国陆军战争学院和海军战争学院学习，指挥大西洋舰队潜艇支队、密西西比号战列舰、第3潜艇舰队，担任第3海军区副司令、纽波特海军水下战争中心军械巡察员等。在结束海军学院校长任职后，1934年6月哈特担任第六巡洋舰队司令，向美国海军总理事会汇报。1937年，哈特成为总理事会主席。
1939年7月25日，哈特接替哈里·E·亚内尔出任美国海军亚洲舰队总司令。在随后两年内，随着西太平洋形势日趋紧张，哈特开始为与日本开战进行准备。他减少了舰队在中国海域出现的次数，转而专注于菲律宾海域，随时准备迎接战事。哈特还成功劝说华盛顿为舰队增加巡逻飞机和潜艇。

## 第二次世界大战
随着日本偷袭珍珠港，同时还攻击英国和荷兰在菲律宾的设施，美国很快被拖入战争。1941年12月8日，哈特宣布对日本展开不受限制的潜艇战争。美国人与菲律宾盟友一同开展阻滞战。与此同时，一个由海因·特尔·波尔滕任司令的美国、英国、荷兰和澳大利亚联合军事组织成立，旨在试图将日军阻止在马来防线附近。
哈特负责指挥联合组织的海军部队，直至1942年2月因政治原因被康拉德·赫尔弗里赫接替。当时，盟军已明显无法阻止日军进攻。
1942年，哈特返回美国。富兰克林·D·罗斯福总统授予其海军杰出服役勋章金星勋章。

## 退役生活
1942年7月，哈特转到退役名单，但仍然活跃在海军总理事会直至1944年。

## 政治生涯及晚年
1945年2月9日，哈特从海军退役，當選康涅狄格州国会参议员。哈特担任这一职务直至1946年11月5日，然后回到康涅狄格州沙伦的家中。1971年，哈特去世，享年94岁。